# Arnold Harnisch
Arnold Harnisch († kurz vor dem 29. Januar 1691 in Mainz) war im 17. Jahrhundert als Bildhauer im Rhein-Main-Gebiet tätig und einer der bedeutendsten Bildhauer in Deutschland im 17. Jahrhundert.

## Biografie
Er war der Sohn des Steinmetzen Martin Harnisch aus Schupbach in der Herrschaft Runkel, der auch Lahnmarmor lieferte, unter anderem für das Grabmal des Mainzer Kurfürsten Georg Friedrich von Greiffenclau zu Vollrads († 1629).
Arnold Harnisch heiratete 1651 die Mainzer Bürgerstochter Katharina Schöffer in Mainz in der Kirche St. Ignaz und wurde 1652 daraufhin als Mainzer Bürger aufgenommen. Mit Katharina hatte er einen Sohn. Sie starb 1655. Am Ende des gleichen Jahres oder Anfang 1656 heiratete er erneut, Katharina Brick, Tochter des kurfürstlichen Bäckers Konrad Brick. Mit ihr hatte er zwischen 1656 und 1680 zwölf Kinder.
Arnold Harnisch war Mitglied der Goldschmiedezunft. 1669 war er daran beteiligt, seinen Bildhauerkollegen Mathias Rauchmiller, der sich weigerte, sich für die Zunft zu qualifizieren, aus Mainz zu entfernen. Rauchmiller ging nach Wien.
Katharina Harnisch lebte nach dem Tod von Arnold Harnisch 1691 in großer Armut in Mainz.

## Werk
Arnold Harnisch war bekannt für seine qualitativ hochwertigen Arbeiten aus Lahnmarmor, aber auch Arbeiten aus Sandstein sind von ihm bekannt.
| Jahr        | Objekt                                                                     | Ort                                          | Anmerkung                                                                    |
| ----------- | -------------------------------------------------------------------------- | -------------------------------------------- | ---------------------------------------------------------------------------- |
| 1658/1659   | Offene Grotte                                                              | Schlossgarten Idstein                        | [ 7 ]                                                                        |
| nach 1666   | Epitaph für Adam Lohr                                                      | Mainzer Dom                                  | [ 8 ]                                                                        |
| 1668        | Marmorsäulen                                                               | Unionskirche Idstein                         | Damals: Martinskirche                                                        |
| 1675 – 1678 | Fünf Marmorportale                                                         | Kurfürstliches Schloss, Mainz                | [ 10 ]                                                                       |
| 1676        | Laurentius-Altar                                                           | Mainzer Dom                                  | Auftraggeber: Damian Hartard von der Leyen                                   |
| 1676        | Altar                                                                      | Unionskirche Idstein                         | Damals: Martinskirche                                                        |
| 1676–1686   | Epitaph für Kurfürst-Erzbischof Damian Hartard von der Leyen               | Mainzer Dom                                  | [ 13 ]                                                                       |
| nach 1678   | Epitaph für Johann Peter von Walderdorff                                   | Stadtkirche Limburg                          | Damals: Franziskanerkirche                                                   |
| 1679–1685   | Epitaph des Landgrafen Georg Christian von Hessen-Homburg                  | Mainzer Dom                                  | Das Epitaph ist stark restauriert.                                           |
| nach 1679   | Grabplatte des Kurfürst-Erzbischofs Karl Heinrich von Metternich-Winneburg | Mainzer Dom                                  | [ 16 ]                                                                       |
| ca. 1680    | Marmorsäulen                                                               | Lettner des Westchores des Mainzer Doms      | Nicht erhalten                                                               |
| 1682        | Dreikönigsaltar                                                            | Trierer Dom                                  | Zusammen mit Johann Mauritz Gröninger                                        |
| 1683        | Mariä-Himmelfahrts-Altar                                                   | Mainzer Dom                                  | Im Mainzer Dom bis 1868, heute in der Pfarrkirche St. Michael in Lörzweiler. |
| 1683        | Altar-Mensa des Martinsaltars                                              | Mainzer Dom, heute: St. Gereon in Nackenheim | Die Urheberschaft von Arnold Harnisch ist ungesichert.                       |
| nach 1683   | Grabplatte des Domkapitulars Philipp Adolph von Staffel                    | Mainzer Dom                                  | [ 21 ]                                                                       |
| 1686        | Letzte datierbare Arbeit                                                   |                                              | [ 22 ]                                                                       |